# Путырский, Кирилл Борисович
Кирилл Борисович Путырский (1 октября 1928, Ленинград — 8 июля 2021, там же) — советский гребец и тренер по академической гребле, четырёхкратный чемпион СССР (1950—1952, 1955), призёр чемпионата Европы (1953), участник Олимпийских игр (1952). Мастер спорта СССР (1950). Заслуженный тренер СССР (1964).

## Биография
Родился в 1928 году в Ленинграде.
В 1946 году пришёл заниматься в гребной клуб «Красное Знамя» на Крестовском острове. Годом ранее поступил в Электротехнический техникум, где записался в велосекцию. Помимо этого принимал участие в соревнованиях по лёгкой атлетике, лыжам, конькам. Когда друг пригласил пойти в греблю, он сразу согласился. Попал в одну команду с В. Кирсановым, Ю. Морозовым, будущим первым олимпийским чемпионом среди гребцов Ю. Тюкаловым, Е. Третниковым, И. Макаровым, Е. Морозовым и Р. Захаровым. С этим составом знаменская восьмёрка впервые победила в 1950 году на чемпионате СССР.
В 1952 году Кирилл Путырский становится чемпионом СССР в четвёрке с рулевым. Победу с ним разделил экипаж четвёрки: Б. Фёдоров, Г. Гущенко и Е. Третников. Успешное выступление открыло гребцам дорогу на Олимпийские игры в Хельсинки, где они заняли шестое место. В 1953 году на чемпионате Европы в Копенгагене их команда была удостоена серебряных медалей.
В 1955 году восьмёрка «Красного Знамени» в обновленном составе (из прежних гребцов остался сам Путырский, В. Кирсанов и Р. Захаров) вновь выиграла чемпионат СССР. Впереди их ожидала подготовка к Олимпийским играм в Мельбурне (1956), но спортивное руководство для выступления на этих соревнованиях решило сформировать другой экипаж.
Ещё до того, как закончить выступления, Путырский начал тренировать на общественных началах женскую команду — двойку парную, в которую входили его жена Галина Вечерковская и Олимпиада Михайлова. Немного позднее он принял под свою опеку экипаж четвёрки парной, где к Галине и Олимпиаде присоединились Лариса Писарева и Валентина Калегина.
В 1959 году подопечные Кирилла Борисовича выиграли первенство Европы во Франции, но в следующем сезоне их постигла неудача в Англии. Тем не менее Зося Ракицкая, наставником которой тоже был Путырский, в том же году была удостоена бронзовой медали, а вскоре двойка парная Вечерковская-Калегина на очередном чемпионате Европы в Чехословакии взяла «золото».
В дальнейшем Кирилл Путырский начал работать в других странах: в Болгарии, где он тренировал и читал лекции, а затем и в ГДР: в 1966 году Кирилл Борисович возглавил работу с армейскими гребцами в Группе советских войск в Германии. Путырскому удалось там не только наладить тренировочный процесс с «академиками», но и с гребцами на байдарках и каноэ, шестеро из которых впоследствии стали мастерами спорта.
После завершения командировки Кирилл Борисович вернулся в гребной клуб «Знамя». Там он собрал мужскую восьмёрку с загребным Константином Егоровым, которая вошла в сборную ВЦСПС и стала основным соперником сборной команды СССР. Однако в 1971 году на чемпионат Европы попала другая команда, которую, впрочем, тоже тренировал Путырский — четвёрка с рулевым, с загребным Анатолием Фёдоровым. Они были удостоены бронзовых медалей и получили право выступать на Олимпийских играх в Мюнхене.
Однако на эту Олимпиаду поехал лишь один воспитанник Путырского — Владимир Соловьёв, вошедший в сборный экипаж четвёрки распашной. Команда дошла до финала с лучшим результатом, но заняла там только четвёртое место.
Всего Путырский проработал на тренерском поприще 34 года. Перед выходом на пенсию он возглавлял Детско-юношескую спортивную школу олимпийского резерва по академической гребле, созданную на базе гребного клуба «Знамя». Всего им было подготовлено 37 мастеров спорта, 11 чемпионов и призёров первенств Европы, 27 чемпионов СССР.